# Венлок і Мандевіль
Венлок і Мандевілл — офіційні талісмани літніх Олімпійських і Паралімпійських ігор 2012 у Лондоні (Велика Британія).
Талісмани були оприлюднені 19 травня 2010, це було вдруге (після ванкуверської Миті, Куатчі, Сумі і Мукмук), коли Олімпійські і Паралімпійські талісмани були оприлюднені одночасно. Талісмани були створені і розроблені компанією Iris, лондонським креативним агентством. Венлок і Мандевілл — це дві анімовані краплі сталі зі сталеливарного заводу у Болтоні. Венлок названий на честь міста Мач-Венлок у графстві Шропшир, де були проведені змагання попередниці сучасних Олімпійських ігор, а Мандевілл на честь Сток-Мандевілла в графстві Бакінгемшир, що організувала Сток-Мандевільські ігри, які були попередницями Паралімпійських ігор.

## Опис
Згідно з легендою, Венлок і Мандевілл були сформовані з крапель від виплавки останніх балок Олімпійського стадіону. Полірована сталь, що є їх шкірою, дозволяє їм відображати особистість і виступи людей, яких їм зустрічаються. Одне око талісманів символізує об'єктив камери, а жовті вогні на їх головах символізують лондонське таксі.

### Венлок
Ім'я Венлок походить від назви міста Мач-Венлок в англійському графстві Шропшир, де товариство венлокських олімпійських щорічних ігор провело свої перші олімпійські ігри у 1850 році, що вважаються у Великій Британії джерелом натхнення для сучасних Олімпійських ігор. Він має п'ять браслетів дружби на зап'ястях, кожен браслет має колір олімпійського кільця (на правій руці — жовтий і синій, на лівій — чорний, зелений і червоний, якщо рахувати від плеча). Три навершя на голові символізують три місця на п'єдесталі. Малюнок на тілі з логотипом гри символізує весь світ, що приїхав до Лондона у 2012 році. Форма передньої частини голови представляє форму даху Олімпійського стадіону.

### Мандевілл
Ім'я Мандевілл взято від назви лікарні Сток-Мандевілл у селі Сток-Мандевілл в Ейлсбері у графстві Бакінгемшир в Англії, де у 1948 році були організовані Сток-Мандевільські ігри, змагання для поранених солдатів. Вони вважаються у Великій Британії праобразом Паралімпійських ігор.

## Анімація
Британський дитячий письменник Майкл Морпурго написав концепцію історії, що використовує Венлок і Мандевілла, для створення анімаційного фільму під назвою «З Райдуги» (англ. Out of a Rainbow) у лондонському офісі пекінської компанії Crystal CG. Даний фільм було створено як частину загальної серії проектів про талісмани напередодні ігор.
«Пригоди на веселці», продовження «З Райдуги», було випущено 1 березня 2011 року. Цей епізод у їхній історії було опубліковано на сторінках талісманів у твіттері і фейсбуку, а також на їх вебсайті. На даному відео з'являються гості-олімпійці: Філліпс Айдову, Шаназе Рід і Томас Дейлі; а також паралімпійці : Елеанор Сіммондс і Мандіп Сехмі.
У третій частині, «Порятунок веселки», описуються пригоди талісманів, де вони рятують веселку. Четвертий і останній короткий епізод, «Веселка на Іграх», описує останні пригоди парочки, як вони готуються до найбільших річних змагань 2012 року.

## Комікси
Вони з'явилися у коміксі The Beano у номері 3601, і смуга, намальована Найджелом Паркінсоном і написана Райном Гаваном, продовжувала випускатися до початку Олімпіади у липні 2012 року.

## Відгуки
У відповідь на запуск талісманів Creative Review опублікувала: "Обидва талісмани цілком у дусі цифрових технологій. І ми повинні сказати, що ми думаємо, що вони виглядають непогано … " В інших виданнях подібний дизайн зустріли з деяким презирством. Один журналіст припустив, що парочка була продуктом «п'яної ночі між Телепузики і далеками». Деякі порівнювали талісмани з Іззі, талісманом літніх Олімпійських ігор 1996, іншого критично прийнятого талісмана. Деякі зазначили, що пара нагадує Кенг і Кодос з мультфільму «Сімпсони». Однак зазначалося, що діти з цільової аудиторії (від 5 до 15 років) знайдуть дует привабливим.